# ويلسون روبرتو دوس سانتوس
ويلسون روبرتو دوس سانتوس (بالبرتغالية: Wilson Roberto dos Santos‏) هو لاعب كرة قدم برازيلي، ولد في 4 أغسطس 1975 في ساو باولو في البرازيل. لعب مع أتلتيكو باراناينسي وأتلتيكو براغانتينو ونادي إنترناسيونال ونادي ساو باولو ونادي كورينثيانس ألاغوانو.